# بلاسکنونیو د ماتاکابراس
بلاسکنونیو د ماتاکابراس دهستانی در استان آبیلای اسپانیا است.
در این دهستان ۲۰ نفر زندگی می‌کنند. مساحت این دهستان ۱۲٫۹۶ کیلومتر مربع است.